# PlayStation Portable
PlayStation Portable (яп. プレイステーション・ポータブル Пурэйсутэ:сён По:табуру), PSP, также известная как PSP FAT; PSP Slim (Slim and Lite); PSP Slim and Lite (Bright); PSP Go; PSP Street — портативная игровая консоль производства Sony Computer Entertainment. PlayStation Portable — четвёртый продукт компании Sony в линейке PlayStation. Анонс PSP состоялся на выставке E3 2003, а первая консоль была продемонстрирована публике 11 мая 2004 года на пресс-конференции, проводимой Sony в рамках E3 2004.
Первые продажи консоли были начаты в Японии 12 декабря 2004 года, в Северной Америке 24 марта 2005 года, и в PAL-регионах 1 сентября 2005 года.
PlayStation Portable стала первой портативной игровой консолью, которая использовала оптический накопитель Universal Media Disc (UMD) в качестве основного носителя.
27 января 2011 года Sony анонсировала следующую портативную консоль — PlayStation Vita, известную ранее как Next Generation Portable (NGP)

## История
Sony впервые анонсировала разработку PlayStation Portable на пресс-конференции перед E3 2003. В то время как прототип не был представлен ни на самой пресс-конференции, ни на выставке E3, Sony опубликовала большое количество технических деталей о новой системе. Тогда CEO Sony Computer Entertainment Кэн Кутараги назвал устройство «Walkman XXI века» в подтверждение мультимедиа-возможностей консоли. Несколько игровых веб-сайтов были впечатлены вычислительными возможностями консоли и предвидели потенциал системы как игровой платформы.
Первые концептуальные изображения PSP появились в ноябре 2002 года на the Sony Corporate Strategy Meeting и содержали PSP с плоскими кнопками и отсутствием аналоговой «таблетки». Хотя некоторые выразили беспокойство по поводу отсутствия аналогового джойстика, эти страхи улетучились, когда PSP была официально показана на the Sony пресс-конференции во время E3 2004. В дополнении к анонсированию большего количества информации о системе и её аксессуарах Sony также обнародовала список из 99 компаний-разработчиков, которые заявили о своей поддержке новой портативной системы. На конференции также было показано несколько демо-версий игр, таких как Metal Gear Acid от Konami и Wipeout Pure от Studio Liverpool.

### Запуск в продажу
17 октября 2004 года Sony анонсировала, что PSP будет запущена в Японии 12 декабря 2004 года. Запуск консоли прошёл успешно, с более чем 200 тыс. проданных приставок в первый день продаж. Различные цветовые вариации также продавались в тематических наборах, которые стоили дороже обычных версий примерно на 200 долларов.
3 февраля 2005 года Sony анонсировала, что PSP может быть запущена в продажу в Северной Америке 24 марта 2005 года. Некоторые резкие возражения были из-за высокой цены, которая была почти на 20 долларов больше, чем цена системы в Японии, и более чем на 100 долларов выше недавно запущенной Nintendo DS. Несмотря на проблемы, запуск PSP в Северной Америке прошёл успешно, хотя сообщения две недели спустя указывали, что система не продавалась так же хорошо, как заявляла Sony.

## Технические спецификации
Ниже приведённые спецификации относятся ко всем PSP, если не указана конкретная модель серии:
|  |  |

| Общее: - Размеры: - Ширина: 170 мм - Высота: 74 мм - Глубина: 23 мм - Широкоэкранный TFT LCD: - 4,3 дюйма - 3,8 дюйма - 480×272 пикселей (30:17 соотношение сторон экрана) - 24-битный цвет (16,77 млн цветов) - Четыре уровня яркости (200, 180, 130, 80 cd/m2) - Обмен данными: - Wireless LAN 802.11b (типы сети — FREE, WEP, WPA-PSK (TKIP), WPA-PSK (AES)) - IrDA - Bluetooth - Mini-USB 2.0 - AV-выход - Композитное видео - Компонентное видео YPBPR - S-Video - Флеш-носители: - Слот расширения Memory Stick PRO Duo - Слот расширения Memory Stick M2 - Внутренний NAND-флеш, используется системной прошивкой консоли и отформатирован на 4 сектора: - flash0, прошивка приставки — 23,9 МБ (PSP-1000) - flash1, системные настройки — 3,92 МБ (PSP-1000) - flash2, данные PSN — 944 КБ (PSP-1000) - flash3, пустой, используется для копирования save-data с карты памяти на другую карту — 880 КБ (PSP-1000) - PSP-N1000: 16 ГБ всего, 14,74 ГБ доступно. Часть внутренней памяти забирается системной прошивкой. - PSP-1000: 32 МБ всего, всё отдано под системную прошивку. - PSP-2000/3000: 64 МБ всего, всё отдано под системную прошивку. - Внутренняя память использует файловою систему FAT32. Карта Memory Stick совместима и с FAT16, и с FAT32, хотя устройства с объёмом 4 ГБ или более должны использовать FAT32. Звук: - Встроенные стереодинамики - Встроенный микрофон - Встроенный в Media Engine чип Virtual Mobile Engine (VME) - Многоканальное аудио - 3D-звук - Синтезатор, эффект-процессор и эквалайзер - Поддержка ATRAC3 plus, AAC, WMA и MP3. - Поддержка WMA требует активации и принятия лиц. соглашения UMD: - Диаметр диска 60 мм - Длина волны 660 нм - Двухслойная запись объёмом до 1,8 ГБ - Скорость чтения до 11 Мбит/с (1,375 МБ/с) - Только для чтения - Стойкие к ударам - Шифрование с помощью криптосистем AES и RSA - Уникальные номера дисков (ID) - Распределённое обновление прошивки Питание: - 5 В DC @ 2000 mA из AC-адаптера - 5 В DC из зарядки по USB - 3,7 В Li-Ion-батарея - Съёмная 1200 mAh - Съёмная 1800 mAh - 2200 mAh (Endurance Battery) | Процессор: - Sony CXD2962GG CPU - 32-битное ядро на базе MIPS R4000 - 90 нм Полупроводниковый CMOS-техпроцесс - 1-333 МГц (изначально установленный на 222 МГц) @ 1,2 В - 16 КБ кеш-инструкций / 16 КБ кеш-данных - SiP: - 32 МБ eDRAM @ 2,6 Гбит/с - Встроенный FPU - Встроенный векторный FPU @ 2,6 гигафлопс - Встроенное графическое ядро: - 1-166 МГц (изначально установленный на 111 МГц) @ 1,2 В - 256-бит Шина на 5,3Гбит/с - 2 МБ eDRAM (VRAM) - 3D-кривые поверхности и 3D-полигоны - Сжатие текстур - Аппаратные отсечения, морфинг, скелеты(8) - Аппаратная тесселяция - Bézier surface, Bézier curve и B-Spline (NURBS) - 4×4, 16×16, 64×64 субпиксели - Движок рендеринга и поверхностей - Скорость заполнения пикселей: 664 мегапикселей/с - До 33 миллионов полигонов/с (с трансформацией и освещением) - 24-битный цвет: RGBA - 128-битная шина на 2,6 Гбит/с - 3D-CG расширенный набор инструкций Мультимедиа-процессор: - Sony CXD1876 CPU - 32-битное ядро на базе MIPS R4000 - 90 нм полупроводниковый CMOS-техпроцесс - 1-333 МГц (изначально установленный на 222 МГц) @ 1,2 В - 16 КБ кеш-инструкций / 16 КБ кеш-данных - SiP: - 2 МБ eDRAM @ 2,6 Гбит/с - Встроенное Virtual Mobile Engine (VME) Звуковое ядро - Перепрограммируемый DSP - 1-166 МГц (изначально установленный на 166 МГц) @ 1,2 В - 128-битная шина - 24-битная шина данных - 5 гигаопераций/с - Встроенный аппаратный декодер MPEG-4 (H.264/AVC) - Встроенный FPU - 128-битная шина @ 2,6 Гбит/с Память: - Samsung K5E5658HCM-D060 - Основная память: 32 МБ 333 МГц DDR SDRAM (64 Мб ) - 8 МБ зарезервировано для ядра Интегрированные или поддерживающие чипы: - IDStorage Keys: хранит настройку яркости экрана, громкости, региона, даты, времени и BIOS, также известно, что хранит Ipl-загрузчик - Tachyon: информация версий для CPU, Media Engine и графических ядер - Baryon: информация версий для системного контроллера PSP - Pommel: приставочный GPIO и Watchdog - Kirk: главный криптографический процессор PSP - Spock: вторичный криптографический процессор, используется для расшифровки подписанных UMD-данных |

## Модели
|                | Изображение | Порты                                                                | Беспроводные интерфейсы          | ОЗУ и ПЗУ    | ЦПУ                    | Экран                             | Дата выхода  | Начальная прошивка | Батарея              | В продаже |
| -------------- | ----------- | -------------------------------------------------------------------- | -------------------------------- | ------------ | ---------------------- | --------------------------------- | ------------ | ------------------ | -------------------- | --------- |
| PSP-1000       |             | USB 2.0, UMD, 3,5 мм TRS, Memory Stick PRO Duo                       | IRDA, 802.11b Wi-Fi              | 32 МБ, 32 МБ | MIPS R4000 c 1~333 MHz | 4.3" 30:17 Color TFT at 480 × 272 | Декабрь 2004 | 1.00               | 1800 mAh             | Нет       |
| PSP-2000       |             | USB 2.0, UMD, видеовыход, 3,5 мм TRS, Memory Stick PRO Duo           | 802.11b Wi-Fi                    | 64 МБ, 64 МБ | MIPS R4000 c 1~333 MHz | 4.3" 30:17 Color TFT at 480 × 272 | Октябрь 2007 | 3.60               | 1200 mAh             | Нет       |
| PSP-3000       |             | USB 2.0, UMD, видеовыход, микрофон, 3,5 мм TRS, Memory Stick PRO Duo | 802.11b Wi-Fi                    | 64 МБ, 64 МБ | MIPS R4000 c 1~333 MHz | 4.3" 30:17 Color TFT at 480 × 272 | Октябрь 2008 | 4.20               | 1200 mAh             | Нет       |
| PSP Go (N1000) |             | Совмещённый разъём, 3,5 мм TRS, микрофон, Memory Stick Micro         | 802.11b Wi-Fi, Bluetooth 2.1 EDR | 64 МБ, 16ГБ  | MIPS R4000 c 1~333 MHz | 3.8" 30:17 TFT с 480×272 слайдер  | Октябрь 2009 | 5.70               | Встроенная (930 mAh) | Нет       |
| PSP-E1000      |             | USB 2.0, UMD, 3,5 мм TRS, Memory Stick PRO Duo                       | Нет                              | 64 МБ, 64 МБ | MIPS R4000 c 1~333 MHz | 4.3" 30:17 Color TFT at 480 × 272 | Октябрь 2011 | 6.50               | Встроенная (925 mAh) | Нет       |

### Регионы и комплектации
PSP продавалась в четырёх основных наборах, которые различаются дополнительными аксессуарами, входящими в PSP. Базовый набор, или Base Pack (названный Core Pack в Северной Америке), содержит приставку PSP, батарею и адаптер зарядки.
Эта версия была доступна на старте в Японии, и потом была выпущена в Северной Америке и Европе.
Value Pack включает всё из Base Pack, а также: 32 МБ Memory Stick Pro Duo, наушники с дистанционным управлением, чехол и шнурок для ношения приставки. Некоторые регионы имеют модифицированные версии этого набора, который включает различные принадлежности к PSP.
Также было выпущено много эксклюзивных версий PSP, которые включают различные принадлежности, игры или фильмы.

## Редизайн

### PSP Slim and Lite (PSP-2000)
PSP-2000 (продвигавшаяся в PAL-зоне как «PSP Slim & Lite» и продвигавшаяся как PSP в Северной Америке, Японии, Китае, Индии, Италии, и Португалии).
Это первый редизайн PlayStation Portable.
На E3 2007 Sony обнародовала информацию о более тонкой и лёгкой версии PlayStation Portable.
Новая PSP была представлена на 33 % легче и 19 % тоньше, чем оригинальная PSP-система. Номер модели был сменён на PSP-2000, с последующей регионно-базированной цифровой схеме (cf., соответствуя PSP-1000 цифровой схеме «старой» PSP-модели).
Она была выпущена 30 августа 2007 года в Гонконге, 5 сентября в Европе, 6 сентября в Северной Америке, 7 сентября в Южной Корее и 12 сентября в Австралии. На 8 января 2008 года через обновление прошивки добавили Skype, Wi-Fi и голосовой Интернет чат.

### PSP Bright (PSP-3000)
20 августа 2008 года, на конференции в Лейпциге, была продемонстрирована новая модель PSP с изменённым дизайном.
За основу взят дизайн Slim & Lite (PSP-2000), новая версия консоли обладает более ярким и насыщенным дисплеем, встроенным микрофоном, овальными кнопками Start, Select и Home. Новый экран обеспечивает более высокую чёткость изображения и улучшенную цветопередачу. Из несущественных изменений в дизайне можно отметить, что надпись «SONY» перебралась в верхний левый угол, и логотип PS перебрался на кнопку (HOME), а также между кнопками     сделали углубление.
Консоль поступила в продажу в Северной Америке с 14 октября 2008 года и Европе с 15 октября 2008 года.

### PSP Go (PSP-N1000)
О выпуске новой модели PSP под названием PSP Go, стало известно 30 мая 2009 года в июньском эпизоде Qore. Позже консоль была официально анонсирована 2 июня 2009 года корпорацией Sony Computer Entertainment на открытии выставки игровых достижений E3 в Лос-Анджелесе. У PSP Go полностью переделан корпус, добавлена поддержка беспроводной сети Bluetooth, размер дисплея сокращён до 3,8 дюймов (на предыдущих версиях PSP 4,3 дюйма), и уменьшен вес по сравнению с оригинальной PSP на 43 %. Вместе с этим Sony убрала UMD-дисковод, но, в отличие от предыдущих моделей, новая PSP имеет 16 ГБ внутренней флеш-памяти и поддерживает карты памяти стандарта Memory Stick Micro вместо Memory Stick Duo. Игры загружаются из интернет-магазина PlayStation Store. Скользящий механизм может скрывать главные кнопки и аналоговый джойстик, когда в них нет надобности.
Продажи PSP go стартовали 1 октября 2009 года в Северной Америке и Европе, а 1 ноября новая версия консоли появилась в Японии.
21 апреля 2011 года SCEJ (Sony Computer Entertement Japan) заявили об окончании производства PSP Go на территории Японии. Однако SCEA (Sony Computer Entertement America) не собираются останавливать производство консоли из-за немалого спроса PSP Go в Америке.

### PSP Street (PSP-E1000)
О выпуске новой модели под названием PSP-E1000 стало известно 17 августа 2011 года на игровом съезде Gamescom 2011. Данная модель является моделью экономкласса. С 26 октября 2011 года консоль появилась в продаже. У PSP-E1000 корпус, схожий с PSP-3000, но есть незначительные различия. В данной консоли нет Wi-Fi-модуля, присутствует лишь один монодинамик, тогда как в прежних модификациях консоли было два динамика, обеспечивающих стереозвук, урезана ёмкость аккумулятора, а также отсутствует микрофон, поэтому её цена меньше, чем у собратьев. Все остальные функции остались прежними.

### Розничная комплектация
Консоль PSP продавалась в трёх основных комплектациях:
- Base Pack — базовая комплектация (в Северной Америке называется Core Pack[39]).

Включает саму консоль, руководство по эксплуатации, аккумулятор и адаптер переменного тока. Эта версия была доступна при запуске продаж в Японии, позже продажи были реализованы в Северной Америке и Европе.
- Value Pack (в некоторых регионах заменён на Entertainment Pack) содержит всё то же, что и Base Pack, также включая карту памяти Memory Stick Duo на 32 Мбайт, микрофибровую салфетку для протирки экрана, ремешок для ношения консоли на руке, наушники с пультом дистанционного управления, чехол и Demo Disc (DemoUMD). В некоторых регионах вместо Value Pack продается Entertainment Pack, который включает UMD-фильм Lords of Dogtown, игру ATV Offroad Fury: Blazin' Trails и Memory Stick Pro Duo на 1 Гбайт.
- Giga Pack содержит то же, что и Value Pack, но вместо карты памяти Memory Stick Duo на 32 Мбайт в комплекте идёт карта памяти Memory Stick Pro Duo на 1 Гбайт, кабель mini-USB для подключения консоли к компьютеру и подставка для консоли, предназначенная для удобного просмотра фильмов.

### Цвета
PlayStation Portable была доступна в различных цветовых вариациях: чёрный (piano black), кремовый (ceramic white), жемчужно-белый (pearl white) розовый (pink), сиреневый (light purple), голубой (felicia blue), мятно-зелёный (mint green), красный (deep red), нежно-розовый (rose pink), жёлтый, серебряный, золотой. Жёлтый цвет приурочен к выходу игры The Simpsons, белый и чёрный варианты доступны в Японии, Южной Корее, Тайване, Таиланде, Сингапуре, Гонконге, Австралии, Казахстане, России и Европе, в то время как розовый продаётся только в Европе (включая Россию), Гонконге и Японии.
Варианты серебристый и голубой металлик были выпущены эксклюзивно 14 декабря и 21 декабря 2006 года в Японии и Гонконге.
Вариант цвета хаки доступен покупателям коллекционного издания игры Metal Gear Solid: Portable Ops, выпущенного ограниченным тиражом в Японии.
PSP золотого цвета была выпущена в Японии 22 февраля 2007 года.
Кроме того, сторонние компании выпускают сменные панели и виниловые плёнки с различными узорами и расцветками.

## Аппаратное обеспечение

### Технические характеристики
PlayStation Portable была разработана Синъити Огасаварой для подразделения Sony Computer Entertainment корпорации Sony. Ранние модели производились в Японии, но для снижения затрат на производство оно было перемещено в Китай.
Размеры консоли — 170×74×23 мм, масса с аккумулятором — 280 грамм. Размер дисплея по диагонали — 4,3 дюйма (110 мм), соотношение сторон — 30:17, разрешение — 480×272 пикселей, количество цветов — 16,7 млн.
Система основана на процессоре MIPS R4000 и включает аппаратное обеспечение для декодирования мультимедиа (такого, как H.264) и векторный блок Virtual Mobile Engine. MIPS R4000 работает на частотах от 1 до 333 МГц. В 2005 году стало известно, что Sony обрезала частоту процессора для лицензионного программного обеспечения на уровне в 222 МГц, и причины этого неизвестны. Существует стороннее программное обеспечение, которое позволяет консоли работать на полной скорости в 333 МГц, однако заряд батареи в таком случае расходуется быстрее. С развитием официальных прошивок частота 333 МГц стала стандартной частотой для работы PSP, связано это было с увеличением производительности консоли для ресурсоёмких игр. В марте 2008 года появилась первая игра для PSP, которая использовала 333 МГц — God of War: Chains of Olympus.
Система имеет основное ОЗУ объёмом в 32 Мбайт (в версии PSP Slim&Lite память увеличена до 64 Мбайт) и встроенную DRAM объёмом в 4 Мбайт. В консоли нет дополнительного блока управления памятью. Также поддерживаются карточки памяти Memory Stick DUO объёмом до 32 ГБ (теоретически могут поддерживаться карты объёмом до 64 ГБ).
Графический чип работает на частоте шины (166 МГц), имеет 2 Мбайт встроенной памяти, осуществляет полигональный и NURBS-рендеринг, аппаратное освещение, отсечение, наложение текстур, сжатие текстур и тесселяцию, затуманивание, поддерживает альфа-канал, тесты глубины, вертексное смешивание для эффектов морфинга. Все операции — в 16- или 24-битном цвете. Чип также используется при просмотре изображений.
Модуль Wi-Fi в PSP поддерживает только два стандарта защиты беспроводного соединения — WEP и WPA. Наиболее стойкий на сегодня стандарт шифрования WPA2 не поддерживается. Это необходимо учитывать при настройке беспроводного роутера Wi-Fi, к которому будет подключаться PSP.

### Аккумулятор
Продолжительность работы консоли со стандартной батареей на 1200 мА·ч (1800 на PSP-100X)(PSP Street 925мАч) составляет от 3 (при игре с максимальной яркостью экрана и использованием Wi-Fi) до 10 часов (при проигрывании MP3 с выключенным экраном).
Также существуют батареи большей ёмкости, к примеру, батарея на 2400 мА·ч, что увеличивает время работы примерно на 20 %, или 3600 мА·ч, что увеличивает время, соответственно, в 2 раза. Спящий режим позволяет использовать минимум энергии батареи, при этом ОЗУ консоли остается активной, что даёт возможность моментально включить консоль для продолжения работы.

### Камера, GPS и TV тюнер
Фотокамера (go!cam 300 и 450x) и Спутниковая система навигации (go!explore — 290) GPS-адаптер были анонсированы в качестве дополнения для PSP в марте 2006 года. Камера Quick Shot (яп. ちょっとショット Chotto Shot) может снимать фотографии, записывать видео, служить контроллером в играх (invizimals и др.), работать с приложением Go!Messenger. Камеры имеют разрешение 1.3 и 0.3 megapixel соответственно. Камера была выпущена в Японии 1 ноября 2006 года по цене в 5000 йен. GPS-адаптер также поддерживал игры, в основе геймплея которых заключалось использование GPS, такие, как Metal Gear Solid: Portable Ops. ТВ-тюнер (PSP 1seg TV Tuner PSP-S310) был выпущен в сентябре 2007 года, специально для PSP slim&lite 2000, он обладает маленькой антенной и работает от самой PSP.

### Прочее
Существуют дополнительные аксессуары: микрофон, батарея увеличенной ёмкости на 3600 мА·ч, насадка на батарею, увеличивающая ёмкость до 4600 мА·ч, наушники с пультом дистанционного управления, зарядное устройство, автомобильный адаптер и адаптер переменного тока.

## Игры
Двадцать наиболее продаваемых игр для PSP:
- Grand Theft Auto: Liberty City Stories
- Monster Hunter Freedom Unite
- Monster Hunter Freedom 3
- Grand Theft Auto: Vice City Stories
- Daxter
- Ratchet & Clank: Size Matters
- Midnight Club 3: DUB Edition
- God of War: Chains of Olympus
- Crisis Core: Final Fantasy VII
- Gran Turismo (PSP)
- Medal of Honor: Heroes
- Tekken: Dark Resurrection
- Monster Hunter Freedom 2
- Need for Speed Carbon: Own the City
- LittleBigPlanet
- Dissidia: Final Fantasy
- Call of Duty: Roads to Victory
- Need for Speed: Most Wanted 5-1-0
- Metal Gear Solid: Peace Walker
- Hot Shots Golf: Open Tee

В настоящее время сервера для PlayStation Portable отключены, и загрузить игры на консоль с помощью PlayStation Network через PlayStation 3, компьютера с Media Go или напрямую через Wi-Fi невозможно. Также PSP может читать без эмулятора игры от PlayStation One. Чтобы посмотреть весь список игр, которые PSP может читать, надо в меню «игра» нажать кнопку квадрата, и появится список игр. При использовании сustom-прошивки есть возможность запустить образ диска из меню «игра»; также существуют эмуляторы старых консолей (например, Nintendo Entertainment System и Sega Mega Drive). Homebrew-программами называются самодельные приложения, которые не имеют цифровой подписи Sony и запускаются только через custom-прошивку или HEN.

## Программное обеспечение

### Системное программное обеспечение
Системное программное обеспечение — это, прошивка для PlayStation Portable. Обновления добавляют новые возможности, а также вносят исправления в безопасность, для того чтобы предотвратить запуск программ, которые не имеют цифровой подписи. Обновление прошивки включает в себя изменения, внесённые предыдущими обновлениями.
Обновления прошивки добавили много различных функций, среди которых веб-браузер, поддержка Adobe Flash Player 6, аудио- и видеокодеки, поддержку различных форматов изображений, Skype, PlayStation Network, возможность подключения к PlayStation 3 для дистанционного воспроизведения видео и аудио, а также обновления безопасности.

### Мультимедиа и кодеки
Видео
С качественным видео и аудио (разрешение 480×272, битрейт 500 Кбит/с и частота дискретизации аудио 48 кГц) 22-минутный видеофайл имеет размер 55 Мбайт, и его можно записать на Memory Stick Duo.
- Формат Memory Stick Video
  - MPEG-4 Simple Profile (AAC)
  - Основной профиль H.264/MPEG-4 AVC (AAC)
- MP4
  - Простой профиль MPEG-4 (AAC)
  - Основной профиль H.264/MPEG-4 AVC (CABAC) (AAC) и базовый профиль(AAC)
- AVI
- Motion JPEG Linear (PCM)
- Motion JPEG Linear (μ-Law)

Аудио
Аудиоплеер консоли поддерживает множество кодеков и имеет поддержку визуализаторов[прояснить]. Ниже приведён список поддерживаемых кодеков.
- Формат Memory Stick Audio
  - ATRAC3
  - ATRAC3plus
- MP3 (MPEG-1/2 Audio Layer3)
- MP4 (MPEG-4 AAC)
- WAV (Linear PCM)
- WMA (только стандарт Windows Media Audio 9) (воспроизведение формата WMA необходимо активировать в настройках при наличии подключения к Интернет)

Изображения
Программа просмотра поддерживает распространённые форматы изображений:
- JPEG (DCF2.0/Exif2.21)
- TIFF (В прошивке 5.50 поддержка убрана)
- BMP
- GIF
- PNG

### Интерфейс
В PlayStation Portable используется графический пользовательский интерфейс, который называется XrossMediaBar.
Стандартный фоновый цвет меню меняется в зависимости от месяца года:
| Январь | Февраль | Март | Апрель | Май | Июнь | Июль | Август | Сентябрь | Октябрь | Ноябрь | Декабрь |
| ------ | ------- | ---- | ------ | --- | ---- | ---- | ------ | -------- | ------- | ------ | ------- |
|        |         |      |        |     |      |      |        |          |         |        |         |

Пользователь также, начиная с версии прошивки 2.00, может выбрать в качестве фона по умолчанию любой стандартный цвет или картинку из сохранённых на карту памяти.